# Zoran Jovičić
Zoran Jovičić (cyr. Зopaн Joвичић, ur. 17 kwietnia 1973 w Belgradzie) – serbski piłkarz grający na pozycji napastnika. W swojej karierze rozegrał 2 mecze i strzelił 1 gola w reprezentacji Jugosławii.

## Kariera klubowa
Swoją karierę piłkarską Jovičić rozpoczął w klubie FK Crvena Zvezda z Belgradu. W 1991 roku został wypożyczony do Sutjeski Nikšić i w sezonie 1991/1992 zadebiutował w niej w pierwszej lidze jugosłowiańskiej. W sezonie 1992/1993 zadebiutował w Crvenej Zveździe, a następnie wypożyczono go do Boracu Banja Luka.
W 1993 roku Jovičić przeszedł do greckiego drugoligowca, Ethnikosu Asteras. Grał w nim przez dwa lata. W 1995 roku wrócił do Crvenej zvezdy. W sezonach 1995/1996 i 1996/1997 zdobył z nim dwa Puchary Jugosławii. W sezonie 1996/1997 z 21 golami został królem strzelców jugosłowiańskiej ligi.
Latem 1998 roku Jovičić został zawodnikiem Sampdorii. W sezonie 1998/1999 nie zadebiutował w niej w Serie A i w barwach Sampdorii grał dopiero w Serie B w latach 1999–2002. W 2003 roku został piłkarzem SM Caen, z którym w sezonie 2003/2004 awansował z Ligue 2 do Ligue 1. Z kolei w sezonie 2005/2006 występował w Panioniosie Ateny, w którym zakończył karierę.
| Sezon   | Klub             | Kraj       | Rozgrywki          | Mecze | Bramki |
| ------- | ---------------- | ---------- | ------------------ | ----- | ------ |
| 1991/92 | Sutjeska Nikšić  | Jugosławia | Prva liga          | 20    | 8      |
| 1992/93 | FK Crvena Zvezda | Jugosławia | Prva liga          | 1     | 1      |
| 1992/93 | Borac Banja Luka | Jugosławia | Prva liga          | 16    | 0      |
| 1993/94 | Ethnikos Asteras | Grecja     | Beta Ethniki       | 28    | 12     |
| 1994/95 | Ethnikos Asteras | Grecja     | Beta Ethniki       | 29    | 7      |
| 1995/96 | FK Crvena Zvezda | Jugosławia | Prva liga          | 16    | 3      |
| 1996/97 | FK Crvena Zvezda | Jugosławia | Prva liga          | 27    | 21     |
| 1997/98 | FK Crvena Zvezda | Jugosławia | Prva liga          | 19    | 13     |
| 1998/99 | UC Sampdoria     | Włochy     | Serie A            | 0     | 0      |
| 1999/00 | UC Sampdoria     | Włochy     | Serie B            | 9     | 2      |
| 2000/01 | UC Sampdoria     | Włochy     | Serie B            | 19    | 2      |
| 2001/02 | UC Sampdoria     | Włochy     | Serie B            | 5     | 1      |
| 2002/03 | UC Sampdoria     | Włochy     | Serie B            | 0     | 0      |
| 2003/04 | SM Caen          | Francja    | Ligue 2            | 19    | 1      |
| 2004/05 | SM Caen          | Francja    | Ligue 1            | 11    | 0      |
| 2005/06 | Panionios Ateny  | Grecja     | Superleague Ellada | 2     | 0      |

## Kariera reprezentacyjna
W reprezentacji Jugosławii Jovičić zadebiutował 28 grudnia 1996 roku w wygranym 3:2 towarzyskim meczu z Argentyną, rozegranym w Mar del Plata i w debiucie zdobył gola. Od 1996 do 1997 roku rozegrał w kadrze narodowej 2 mecze i zdobył 1 gola.